# Großer Legelbach
Der Große Legelbach, auch nur Legelbach genannt, ist ein etwas über vier Kilometer langer linker Zufluss des Speyerbachs im  rheinland-pfälzischen Landkreis Bad Dürkheim. Er wurde früher intensiv für die Trift genutzt.

## Geographie

### Verlauf
Der Große Legelbach verläuft in schwankenden Richtungen insgesamt nach Süden, durchweg im Wald und zur Gänze in der Gemarkung der Ortsgemeinde Elmstein. Er fließt am Unterlauf entlang der Westflanke des Schloßbergs.

### Zuflüsse
- (Quellabfluss aus dem Großbrunnental), von rechts
- (Abfluss der Quelle an der Franzensklause), von links
- (Abfluss des Abrahamsbrunnen), von rechts
- (Quellabfluss aus dem Bäckertälchen), von links
- Kleiner Legelbach, von links, 1,3 km und 3,6 km²[1]

## Kultur
Entlang seines gesamten Verlaufes befinden sich unter Denkmalschutz stehende Triftanlagen. Mit dem Nibelungenfelsen gegenüber dem Zufluss des Kleinen Legelbaches gibt es in seinem Einzugsgebiet außerdem ein Naturdenkmal.
In seinem Mündungsbereich liegen die Rittersteine 95 und 96, die auf demselben Stein eingemeißelt sind. Der erste trägt die Aufschrift Alte Schmelz und verweist auf eine ab 1780 existierende Schmelze, die 1855 abgerissen wurde. Der zweite trägt die Bezeichnung Ins Legeltal und dient also als Wegweiser.

## Tourismus
Entlang des Bachs verläuft der Triftwanderweg Elmstein.